# Ліказит
Лікази́т — рідкісний мінерал, основний нітратофосфат міді острівної будови. Вперше знайдений в 1955 році в копальні Ліказі на території Конго. Названий на честь місця знаходження (першовідкривачі A. Shoep, W. Borchert, K. Kohler).

## Опис

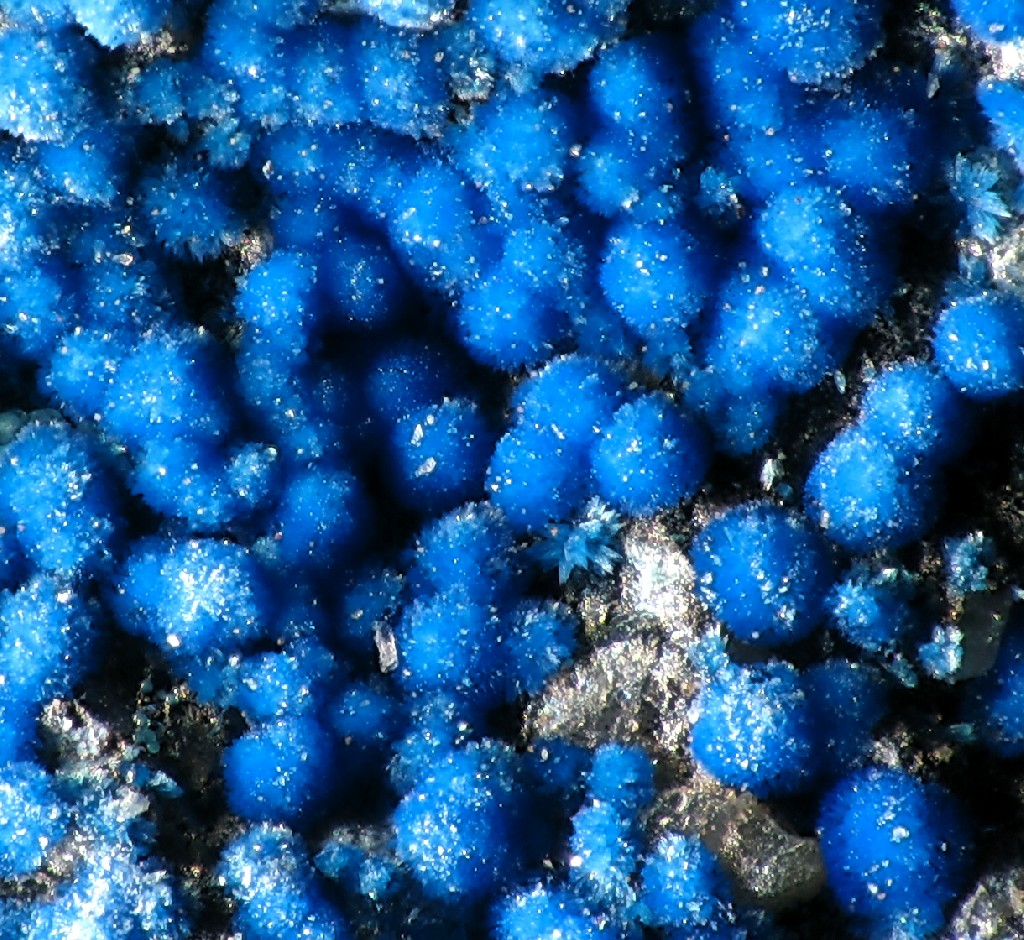
Джазказганський ліказит великим планом

Хімічна формула: Cu6[(OH)7 | (NO3)2|PO4. Склад у % (з копальні Ліказі): Cu — 55,54; OH — 16,50; NO3 — 15,06; PO4 — 14,56.
Молекулярна маса 373,7-373,71 моль.
Ґратка Браве 855,7 Å³.
Сингонія ромбічна. Вид ромбо-дипірамідальний.
Утворює таблитчасті кристали розміром до 1,5 мм і дрібні сфероліти.
Спайність досконала {001}.
Густина 2,96-2,98.
Колір варіює від блідо-блакитного до насичено-синього. Дисперсія оптичних осей відносно сильна.

## Родовища
В природі трапляється в зоні окислення родовищ міді у вигляді кристаликів на куприті разом з самородним сріблом, міддю, брошантитом і бутгенбахітом. Копальня Ліказі, в якій було вперше знайдено цей мінерал, наразі закрита. З діючих родовищ ліказиту найвідомішою є копальня Джезказган, що знаходиться на території Казахстану.